# Antun Barac
Antun Barac (Kamenjak Grižane kod Crikvenice, 20. kolovoza 1894. - Zagreb, 1. studenoga 1955.), bio je hrvatski književni povjesničar, književni kritičar i prevoditelj.

## Životopis
Antun Barac rođen je u Kamenjaku kod Crikvenice 1894. godine. Osnovnu školu polazio je i završio u Grižanama (1901. – 1905.) a gimnaziju u Sušaku (1905. – 1913.). Jugoslavensku književnost, njemački i filozofiju diplomirao je na Filozofskom fakultetu u Zagrebu 1917. godine. Doktorirao je u Zagrebu 1918. godine monografijom o Vladimiru Nazoru. Bio je profesor u Klasičnoj gimnaziji u Zagrebu od 1924. do 1928. godine. Osnovao je Institut za jezik i Institut za književnost JAZU 1952. godine.

## Znanstvena djelatnost
Raspon njegovog znanstvenog zanimanja vrlo je širok i kreće se od kritičko – esejističkih napisa o manje važnim piscima, preko monografija o vrhunskim hrvatskim stvarateljima poput Nazora, Šenoe, Vidrića ili Mažuranića do velikih sinteza o hrvatskoj književnoj kritici 19. stoljeća ili započete povijesti hrvatske književnosti od hrvatskog narodnog preporoda do stvaranja bivše Jugoslavije. Dva su temeljna njegova polazišta u vrednovanju književnosti. Ona mora biti izraz čovjeka u njegovom totalitetu, kao individualnog i društvenog bića, te duboko zahvatiti u osnovna pitanja života. Druga mu je teza da se velika umjetnost rađa samo iz velike boli. Dakako, najvažniji je vrijednosni kriterij koliko je pisac za svoj doživljaj našao adekvatni izraz.
U svoja proučavanja unio je i specifični nacionalni kriterij, držeći da svaka mala književnost u većoj mjeri odražava društveni život svoga naroda nego velika. Otuda i poznata njegova krilatica o veličini malenih.

## Djela
Nepotpun popis:
- Vladimir Nazor, Zagreb, 1918.
- Knjiga eseja, Zagreb, 1924.
- August Šenoa: studija, Zagreb, 1926.
- Ilirska knjiga, Beograd, 1931.
- Mirko Bogović, Zagreb, 1933.
- Članci o književnosti, Zagreb, 1935.
- Dr Antun Radić u hrvatskoj književnosti: predavanje u Pučkom sveučilištu dne 29. siječnja 1937., Zagreb, 1937.
- Notes sur les Francais dans la litterature de l'Illyrisme, P.o.: Annales de l'Institut francais de Zagreb ; annee 1, no. 2-3, julliet-decembre 1937., Gap, 1938.
- Hrvatska književna kritika, Zagreb, 1938. (2. izd. 1962.)
- Vidrić, Zagreb, 1940.
- Književnost i narod: (rasprave i eseji), Zagreb, 1941.
- Mažuranić, Zagreb, 1945.
- Veličina malenih: sastavci o književnosti i književnicima, Zagreb, 1947.
- Bjelinski u hrvatskoj književnosti, Zagreb, 1948.
- Putopisi Adolfa Vebera, P. o.: Rad Jugoslavenske akademije znanosti i umjetnosti, Odjel za jezik i književnost; knj. 281/4., Zagreb, 1950.
- Hrvatska književnost od Preporoda do stvaranja Jugoslavije: knjiga I.: književnost ilirizma, Zagreb, 1954., (2. izd. 1964.)
- Hrvatska književnost od Preporoda do stvaranja Jugoslavije: knjiga II.: književnost pedesetih i šezdesetih godina, Zagreb, 1960. (nadopisala Višnja Barac)[3]
- Jugoslavenska književnost, Zagreb, 1954., (2. izd. 1959., 3. izd. 1963.)
- Nekrolog nepriznatome, P. o.: Zbornik radova Filozofskog fakulteta, knj. 2, Zagreb, 1954.
- Problemi književnosti, Biblioteka Srpski i hrvatski pisci XX. veka, kolo 1, sv. 9, Antun Barac - izabrana djela, knj. 1, izbor i napomene Ivo Frangeš, Beograd, 1964.
- Rasprave i kritike, Biblioteka Srpski i hrvatski pisci XX. veka, kolo 1, sv. 10, Antun Barac - izabrana djela, knj. 2, izbor i napomene Ivo Frangeš, Beograd, 1964.
- Bijeg od knjige, Zagreb, 1965. (ponovno izd. Litteris, Zagreb, 2015.)
- Članci i eseji, Pet stoljeća hrvatske književnosti, knj. 101, prir. Ivo Frangeš, Zagreb, 1968.
- Književnost Istre i Hrvatskog primorja, Zagreb-Rijeka, 1968.
- KZSTG, Jasenovac, 1978.
- I nisi sam, Osijek [etc.], 1985.
- O književnosti, izbor tekstova i uvodni esej Miroslav Šicel, Zagreb, 1986.